# António de Mesquita Pimentel
António de Mesquita Pimentel foi um administrador colonial português que exerceu o cargo de Capitão-mor e de primeiro Governador no antigo território português subordinado à Índia Portuguesa de de Solor e Timor, entre 1695 e 1697, tendo sido antecedido por Francisco da Hornay e sucedido por Domingos da Costa.